# ثمد ثلاثي الأسدية
ثمد ثلاثي الأسدية أو الفرقاء (الاسم العلمي:Themeda triandra) هو نوع من النباتات يتبع جنس الثمد من الفصيلة النجيلية.

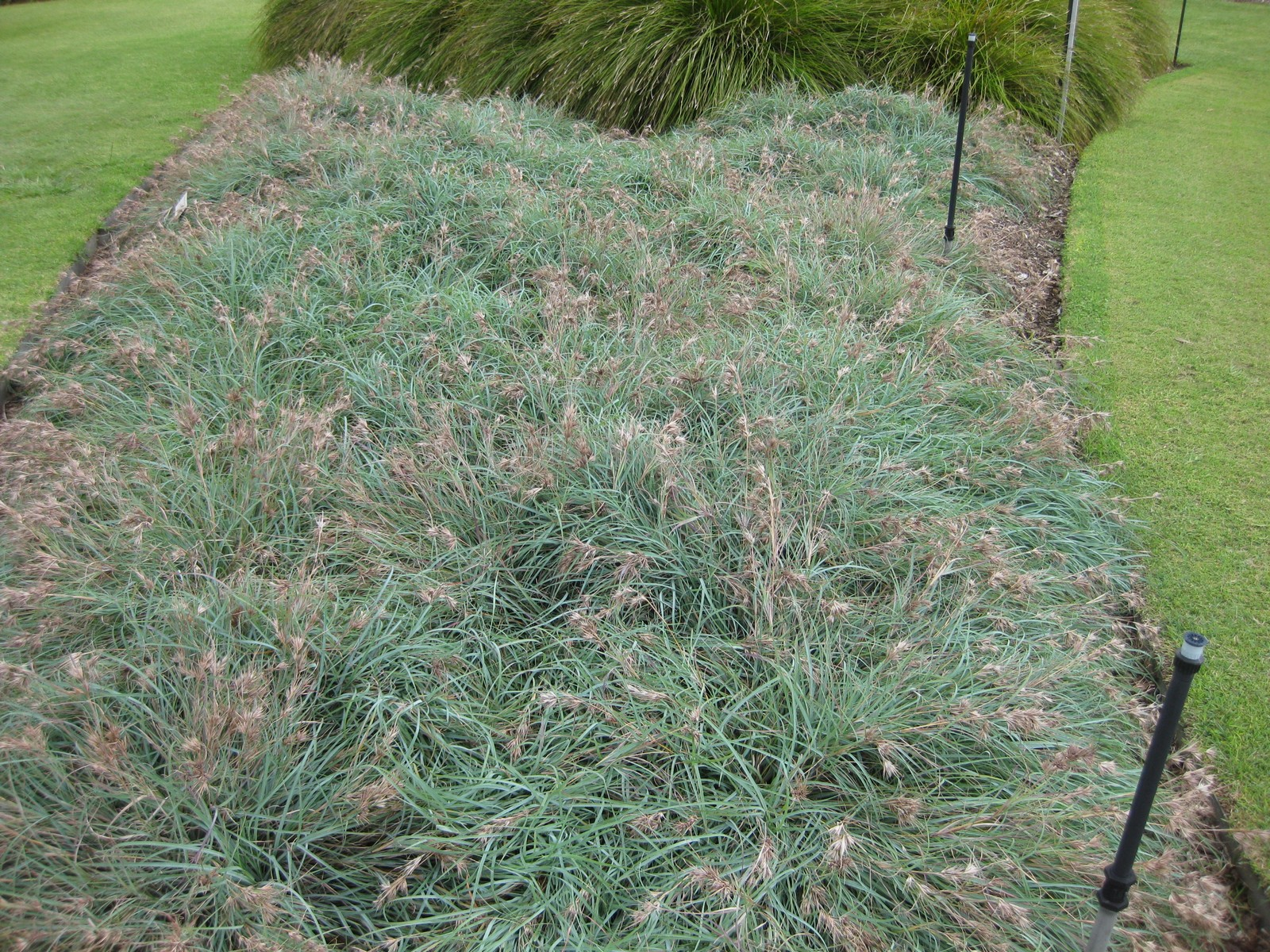
عينة من حديقة نباتية
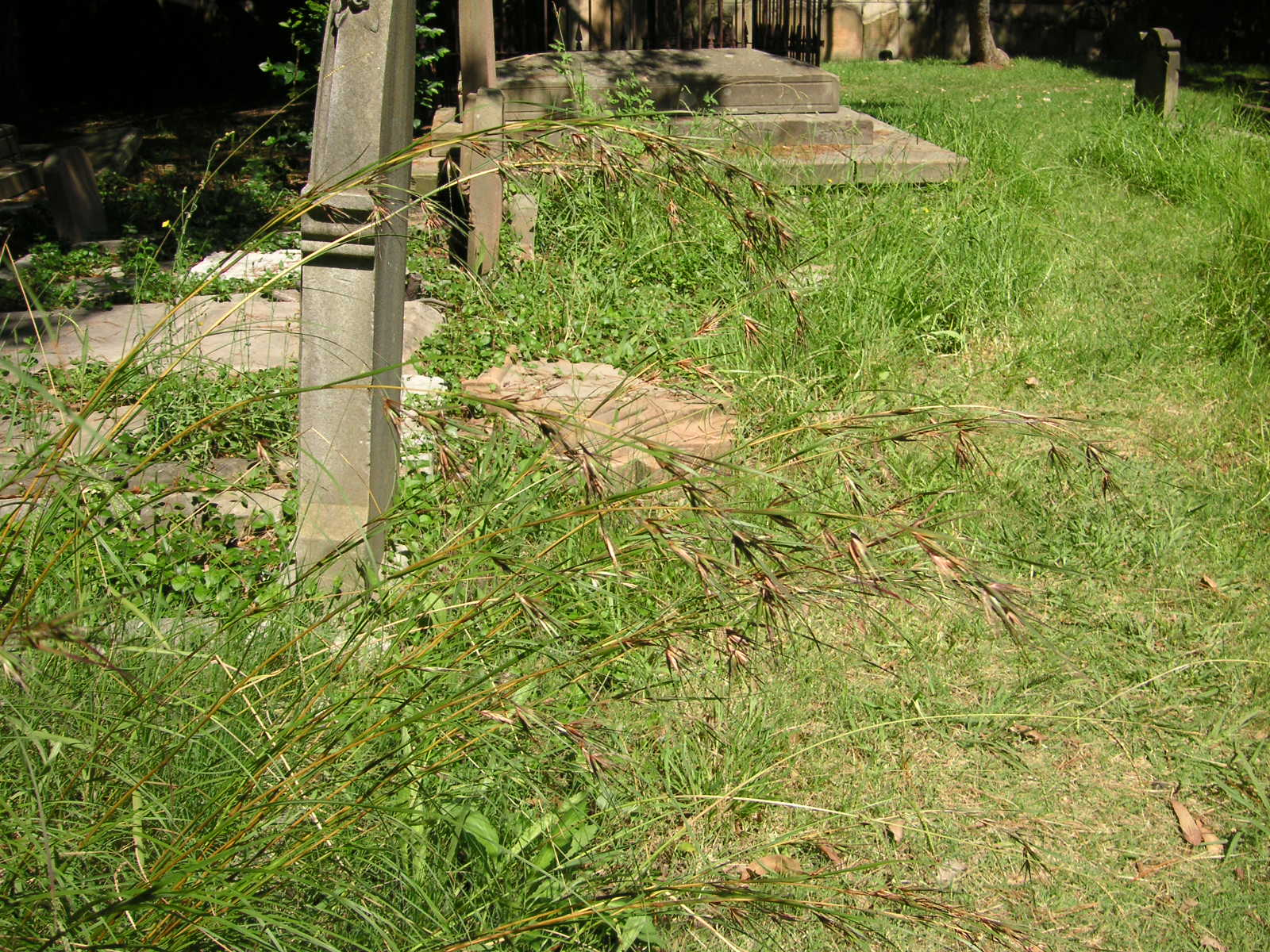
صورة من سيدني